# Jan Fitzke
Jan Józef Fitzke (ur. 20 stycznia 1909 w Gdowie, zm. 1940 w Katyniu) – polski historyk, archeolog, kustosz muzeum w Łucku, ofiara zbrodni katyńskiej.

## Życiorys
Syn Jana i Marii. Studiował w latach 1929–1933 antropologię i prehistorię na Wydziale Filozoficznym Uniwersytetu Jagiellońskiego.
W roku 1930 został członkiem Polskiego Towarzystwa Archeologicznego. W 1933 roku ukończył Dywizyjny Kurs Podchorążych Rezerwy 6 DP przy 20 pułku piechoty Ziemi Krakowskiej w Krakowie, a dwa lata później został mianowany podporucznikiem rezerwy piechoty ze starszeństwem z dniem 1 stycznia 1935.
Po dyplomie prowadził prace wykopaliskowe w powiatach wieluńskim, miechowskim i łaskim oraz w Biskupinie.
W sierpniu 1936 rozpoczął pracę archeologa w Muzeum Wołyńskim w Łucku, na początku roku 1937 objął stanowisko głównego kustosza, jako następca Aleksandra Prusiewicza. Muzeum zostało założone w roku 1929 i działa obecnie pod nazwą Wołyńskiego Muzeum Krajoznawczego.
Jan Fitzke prowadził prace wykopaliskowe w wielu miejscowościach województwa wołyńskiego. Najcenniejszych odkryć dokonał w Łucku (w dzielnicach Krasne, Gnidawa i Jarowica), gdzie odnalazł stanowiska kultury ceramiki wstęgowej. W Poddębcach w powiecie łuckim badał kurhany z X-XII wieku z pochówkami i towarzyszącymi im przedmiotami, w Lubomli pozostałości staroruskiego grodziszcza z X–XIII wieku, w Drużkopolu mogilniki ciałopalne kultury łużyckiej. Jan Józef Fitzke dokonał też odkryć w wielu innych miejscowościach Wołynia.
Uczestniczył też w pracy wołyńskiego oddziału Polskiego Towarzystwa Krajoznawczego, zajmował się muzealnictwem na terenie województwa wołyńskiego, zbiorami Ostrogskich, dokumentował pobyt na Wołyniu Józefa Ignacego Kraszewskiego, wydał katalog monet ze zbiorów Muzeum Wołyńskiego, popierał utworzenie muzeów regionalnych w Dubnie i Krzemieńcu. Pracował w komitecie redakcyjnym miesięcznika „Ziemia Wołyńska” – organu oddziału wołyńskiego PTK, gdzie opublikował artykuły o prehistorii Lubomli i zamku Lubarta w Łucku.
Pod koniec lat 30. ukończył pracę doktorską, której nie zdążył obronić.
W przeddzień wybuchu II wojny światowej Jan Józef Fitzke jako oficer został powołany do Wojska Polskiego. Razem ze swoim oddziałem dotarł do Nowego Sącza, potem do Brzeżan.
Wkrótce dostał się do niewoli radzieckiej i został uwięziony w obozie w Kozielsku. Stamtąd wysłał jedyny list do rodziny w Krakowie. Wiosną 1940 roku został zamordowany przez NKWD w Katyniu.
Jego żoną była Maria z domu Gorzoń.
5 października 2007 Minister Obrony Narodowej mianował go pośmiertnie do stopnia porucznika. Awans został ogłoszony w dniu 9 listopada 2007, w Warszawie, w trakcie uroczystości „Katyń Pamiętamy – Uczcijmy Pamięć Bohaterów”.
Pamięci Jana Józefa Fitzke poświęcone są tablice pamiątkowe na gmachu Uniwersytetu Jagiellońskiego i dawnym gmachu muzealnym w Łucku.

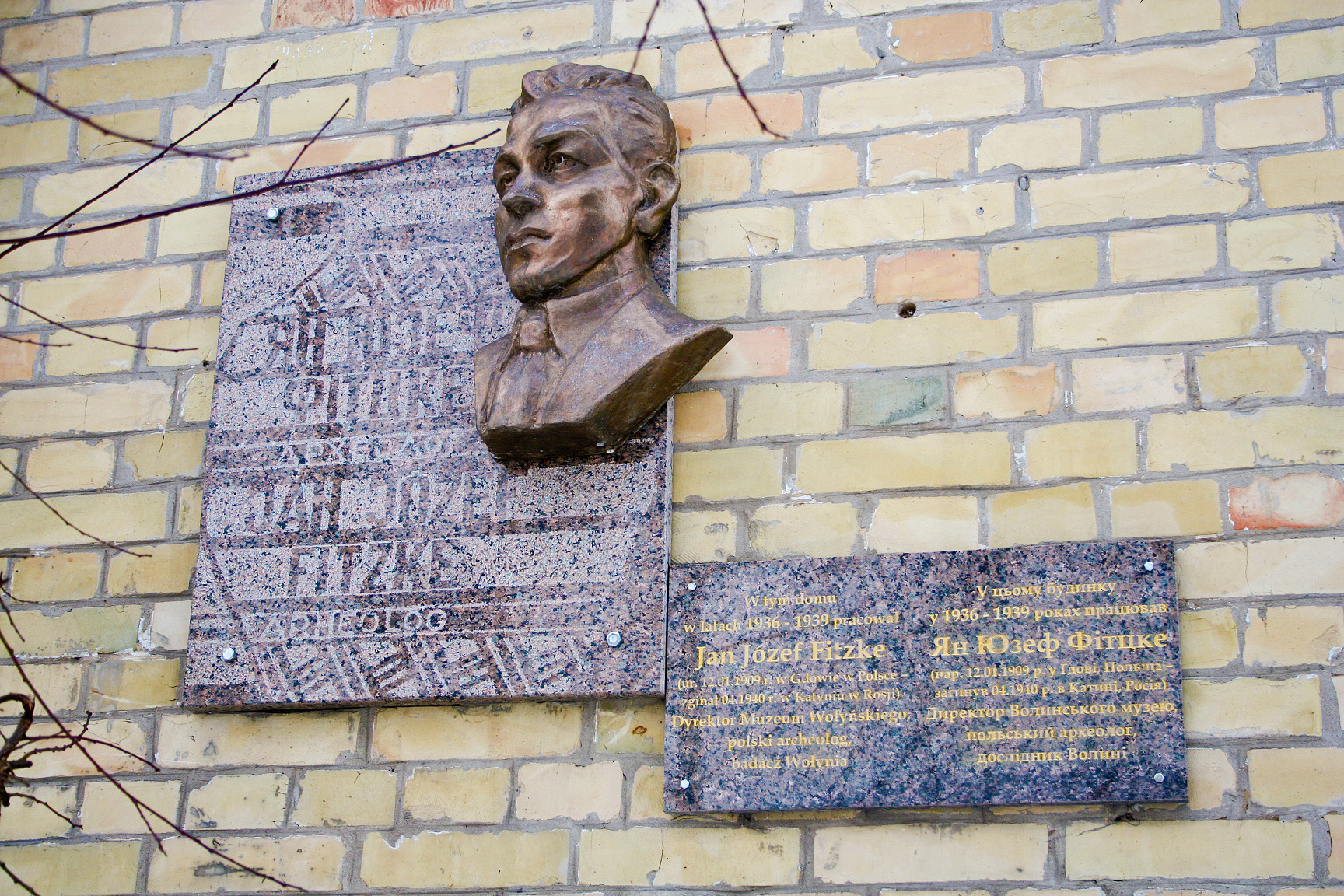
Tablica upamiętniająca Jana Fitzke w Łucku

18 maja 2009 na dawnym budynku Muzeum Wołyńskiego odsłonięto tablicę pamiątkową w językach polskim i ukraińskim:
W tym domu

W latach 1936–1939 pracował

Jan Józef Fitzke

(ur. 12.01.1909 w Gdowie, w Polsce, 

zginął w 1940 r. w Katyniu w Rosji) 

Dyrektor Muzeum Wołyńskiego, 

polski archeolog

## Dzieła
- Jan Fitzke: Badania archeologiczne w Gródku, pow. Łuck : Warszawa : Towarzystwo Naukowe Warszawskie, 1938 Odb.: Rocznik Muzeum Archeologicznego im. E. Majewskiego T. N. W. Światowit. 1936/37 t. 17. Warszawa 1938.
- Jan Fitzke: Stanowiska kultury ceramiki wstęgowej na Wołyniu : Odb.: Sprawozdania z Czynności i Posiedzeń Polskiej Akademii Umiejętności. Kraków. T. 43: 1938 nr 1.
- Jan Fitzke: Grób ciałopalny nr 86, z Zalewa II : Poznań: [s.n.], 1935 : Odb.: Przegląd Archeologiczny. 1935 t. 5 z. 1.
- Jan Fitzke: Poszukiwania archeologiczne na cmentarzysku łużyckiem w Małej Wsi w pow. wieluńskim (woj. łódzkie) : Poznań: [s.n.], 1935 : Odb.: Przegląd Archeologiczny. T. 5 z. 1.
- Jan Fitzke: Poszukiwania archeologiczne w Pobiedniku w pow. miechowskim : Poznań: [s.n.], 1933 : Odb.: Przegląd Archeologiczny. T. 4 z. 3.
- Jan Fitzke: Trzy groby późnolateńskie odkryte na cmentarzysku łużyckiem w Okołowicach, powiat łaski, woj. łódzkie : Poznań: [s.n.], 1935 : Odb.: Przegląd Archeologiczny. T. 5 z. 1.
- Jan Fitzke: Z Wołynia 1936–1939 : fragmenty spuścizny piśmienniczej w stulecie urodzin i siedemdziesięciolecie śmierci : zebr. i oprac. Andrzej Gaczoł, Witold Józef Kowalów ; Uniwersytet Jagielloński w Krakowie. Instytut Archeologii.: Biały Dunajec ; Ostróg : Ośrodek "Wołanie z Wołynia", 2009. ISBN 978-83-88863-40-0.
- Jan Fitzke: Wczesnohistoryczne kurhany w Poddubcach w pow. Łuckim // Wiadomosci archeologiczne. Warszawa, 1939. T.XVI;
- Luboml przedhistoryczny // Ziemia Wołyńska. Łuck, 1938. nr. 8-9;
- Cmentarzysko kultury ceramiki sznurowej w Torczynie, pow. Łuckim // Sprawozdanie Polskiej Akademii Umiejętności.: Kraków, 1938.: t. XLIII.